# Christelijk-links
Christelijk-links is een term die wordt gebruikt om linksgeoriënteerde christenen te beschrijven. Ze hebben op sociaal-economisch vlak veel overeenkomsten met linkse uitgangspunten en zijn tegelijkertijd confessioneel.

## Uitgangspunten
Vaak worden christenen beschouwd als conservatief en rechts. Toch zijn er veel christenen te vinden die in politiek opzicht links georiënteerd zijn. Zo kunnen vanuit de Bijbel en vanuit het geloof in het algemeen uitgangspunten worden gehaald die overeenkomen met linkse politiek. Zorg voor elkaar en naastenliefde zijn daarbij belangrijke principes.
Waar voor rechts de markt het standaard uitgangspunt is en voor links dit de overheid is, is dit voor christelijk-links de samenleving, aangevuld met steun vanuit de overheid.

## Vormen van christelijk-links
Binnen christelijk-links kan onderscheid worden gemaakt tussen drie verschillende stromingen:
- Christelijk-sociaal, dat christelijke principes mengt met sociale/sociaaldemocratische uitgangspunten.
- Christensocialisme, dat christelijke principes mengt met socialistische uitgangspunten.
- Christencommunisme, dat christelijke principes mengt met communistische uitgangspunten.

### Christelijk-sociaal
Christelijk-socialen zijn het best te vergelijken met de christelijke 'versie' van sociaaldemocraten. Zij benadrukken dat de overheid vanuit God is ingegeven om zwakkeren in de samenleving te beschermen. Ze gaan niet zover als christensocialisten of christencommunisten dat de overheid een stevige rol in de markt en de samenleving moet hebben, maar vinden het wel de opdracht vanuit het geloof zorg te dragen voor minderbedeelden.

### Christensocialisme
Christensocialisten zijn het best te vergelijken met de christelijke 'versie' van socialisten. Christensocialisten zien in de woorden van de Bijbel principes van medemenselijkheid, solidariteit en naastenliefde en vinden het vanuit die principes een grote verantwoordelijkheid van de overheid om sociale ongelijkheid tegen te gaan, armoede te bestrijden en solidariteit in de samenleving mogelijk te maken.

### Christencommunisme
Christencommunisten zijn het best te vergelijken met de christelijke 'versie' van communisten. In de tijd van Jezus Christus zien zij een ware communistische samenleving, geïnspireerd door passages uit de Bijbel over gelijkheid tussen alle mensen en het weggeven van alle overbodige materialen.

## Christelijk-links in Nederland
Tot de christelijk-linkse stroming in Nederland behoorde in het verleden onder meer de PPR die bestaan heeft van 1968 tot 1991, toen ze opging in GroenLinks. De EVP (1981-1990) behoorde nog nadrukkelijker tot deze stroming. Daarnaast waren veel christelijk-linkse mensen lid van de PSP, die bestaan heeft van 1957-1989.
Diverse christelijk-socialen en christensocialisten vinden hun toevlucht tot niet-christelijke linkse partijen, zoals de SP en de PvdA. Ook valt te benoemen dat GroenLinks werd gevormd door onder meer de christelijk-linkse Evangelische Volkspartij.
De ChristenUnie neemt een centrumpositie in op sociaal-economisch vlak. Bij deze partij zijn ook vaak christelijk-linkse personen te vinden.